# Accademia Carrara

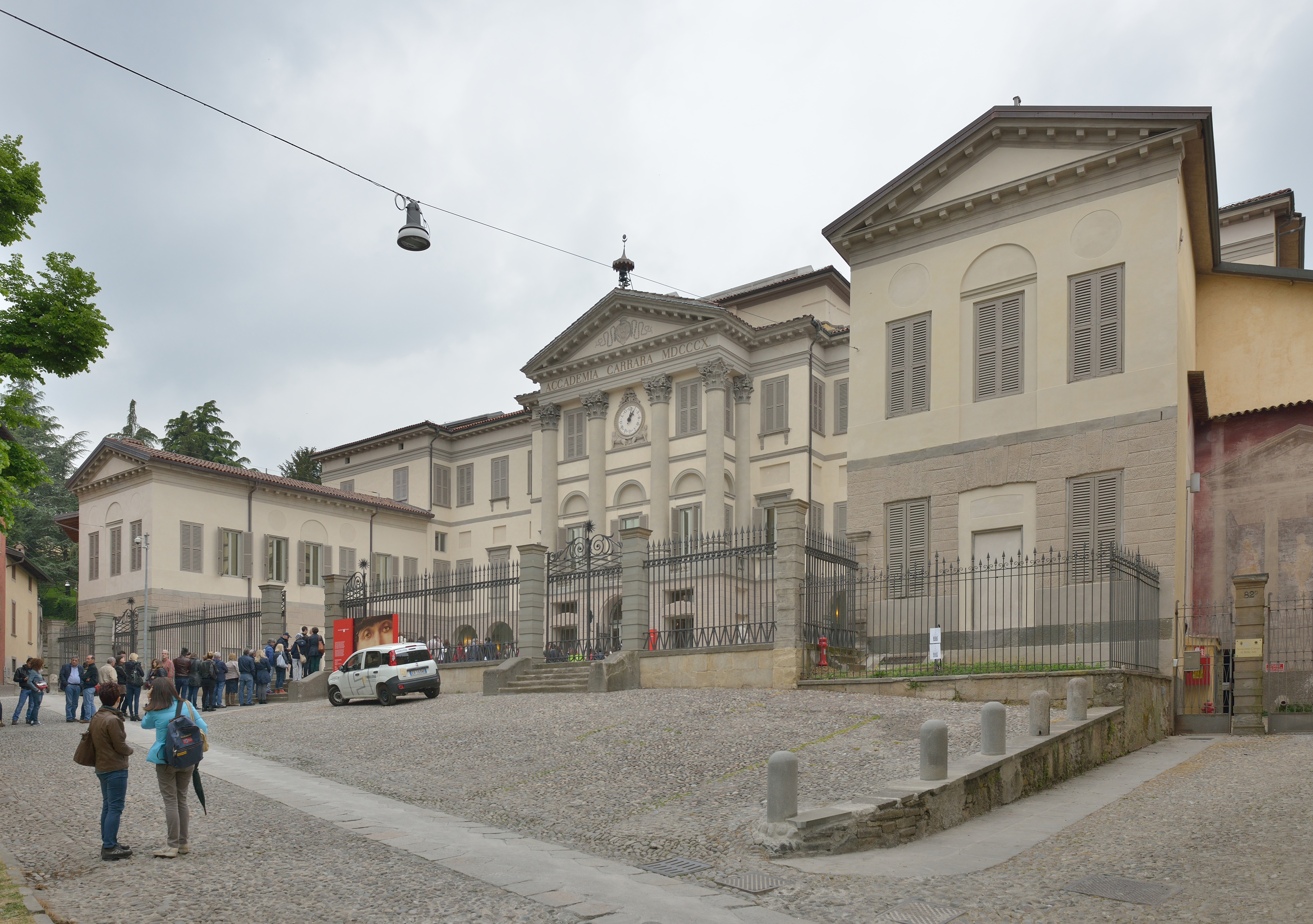
Fachada de la Accademia Carrara.

La Accademia Carrara (pronunciado [kar'rara]) es un museo de arte y una academia de arte en Bérgamo, Italia. Su galería fue fundada en tiempos del conde Giacomo Carrara, mecenas y coleccionista, quien dejó una generoso legado a la ciudad de Bérgamo a finales del siglo XVIII. Al morir el conde en 1796, sus propiedades fueron administradas por comisionados hasta 1958, cuando la ciudad de Bérgamo asumió la responsabilidad de la supervisión del museo. En 1810 se construyó un nuevo edificio en el estilo neoclásico, Según proyecto del arquitecto Simone Elia, de la escuela de Leopoldo Pollack.
El museo ha seguido aumentando su colección mediante adquisiciones y gracias a donaciones. En 2006, posee 1800 pinturas realizadas entre los siglos XV y XIX, por artistas tales como Pisanello, Botticelli (como las Historias de Virginia), Bellini, Mantegna, Rafael (San Sebastián), Moroni, Baschenis, Fra Galgario, Tiepolo, Canaletto y Piccio.

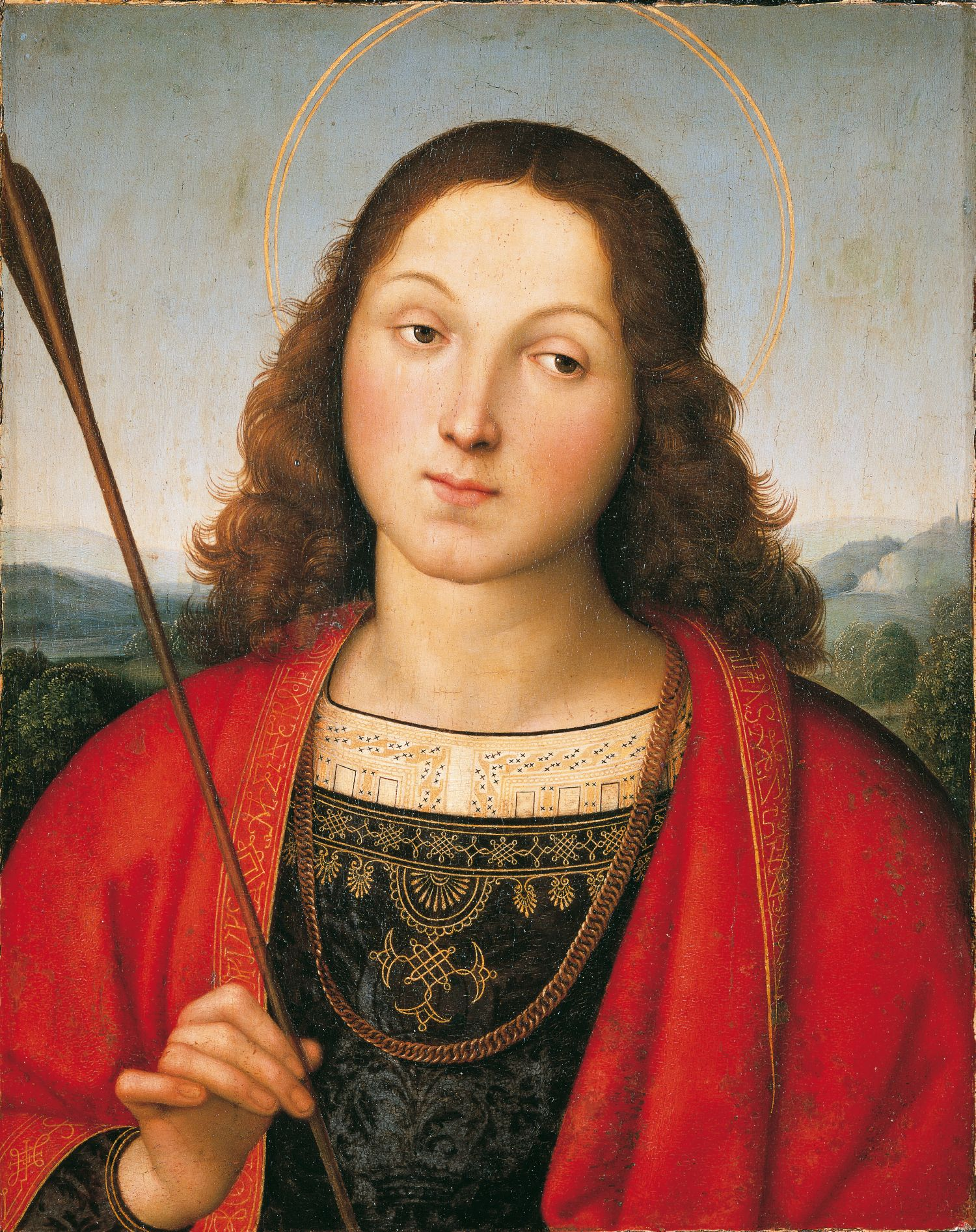
San Sebastián de (Rafael, 1501–02).

Además de las pinturas, hay grabados y dibujos, esculturas, vaciados en bronce, porcelanas, así como colecciones de muebles y de medallas.
En 1793, en la época de la inauguración de su museo, el conde Giacomo Carrara abrió igualmente una escuela de arte en el mismo lugar. La escuela funcionó hasta 1912 en los locales del museo, para luego ser ubicada en su propio inmueble en las cercanías. Desde 1988, es oficialmente reconocida como una academia de bellas artes (Accademia di Belle Arti).
En 1991, se incluyó el nuevo Museo de Arte Moderno y Contemporáneo (Galleria d’Arte Moderna e Contemporanea o GAMEC), ubicada en el edificio frente al inmueble neoclásico que contiene el museo de arte. En la actualidad, tiene diez salas de exhibición en tres pisos.
A partir de junio de 1999, luego de la adquisición de la colección llamada Raccolta Gianfranco e Luigia Spajani, se incluyeron en las colecciones permanentes obras de artistas contemporáneos de artistas italianos y de otras partes, tales como: Boccioni, Balla, Morandi, Campigli, Casorati, Savinio, De Chirico, Kandinsky, Sutherland y Manzù.